# Basil Radford
Basil Radford (25 de junio de 1897 – 20 de octubre de 1952) fue un actor teatral, cinematográfico y televisivo de nacionalidad británica, activo principalmente en las décadas de 1930 y 1940.

## Biografía
Nacido en Chester, Inglaterra, su nombre completo era Arthur Basil Radford. Estudió en la Real Academia de Arte Dramático, y debutó en escena en julio de 1924. Es probablemente más conocido por sus actuaciones junto a Naunton Wayne interpretando en varias películas entre 1938 y 1949 a dos ingleses obsesionados por el críquet. Ambos interpretaron por vez primera a sus personajes, Charters y Caldicott, en el film de Alfred Hitchcock The Lady Vanishes (1938). Retomaron sus papeles en 1940 con Night Train to Munich, de nuevo con guion de Frank Launder y Sidney Gilliat, y en los años 1940 actuaron juntos en varias cintas, entre ellas Crook's Tour (1941), Millions Like Us (1943), Dead of Night (1945), Quartet (1948), It's Not Cricket (1949), Stop Press Girl, y Passport to Pimlico (1949).
Aparte de su trayectoria con Naunton Wayne, Radford hizo destacadas interpretaciones como actor de carácter. Entre sus mejores películas se incluyen Young and Innocent (de Alfred Hitchcock, 1937), The Way to the Stars (1945), The Captive Heart (1946), The Winslow Boy (1948) y Whisky Galore!  (1949).
Radford tenía una cicatriz en forma de media luna en su mejilla derecha, resultado de su estancia en las trincheras durante la Primera Guerra Mundial. Según el ángulo de la cámara y la iluminación a veces apenas se notaba pero, en otras ocasiones, como en The Way to the Stars, era claramente visible.
La salud de Radford empezó a alterarse en el verano de 1951, forzándole a interrumpir sus actuaciones. Falleció el 20 de octubre de 1952, a causa de un infarto agudo de miocardio, mientras mientras ensayaba con Naunton Wayne un show radiofónico en Londres. Había estado casado desde 1926 con Shirley Deuchars, con la que tuvo un hijo.

## Teatro
- 1927-1928 : El tren fantasma, de Arnold Ridley
- 1933-1934 : Aladdin, de Margaret Carter
- 1937-1938 : The Innocent Party, de H.M. Harwood, con Jack Lambert
- 1939-1940 : Giving the Bride away, de Margot Neville, con Finlay Currie y Naunton Wayne
- 1945-1946 : 1066 - And All That, de Reginald Arkell, con Isabel Jeans, Cathleen Nesbitt, Ivor Novello, Michael Redgrave, Flora Robson, Torin Thatcher y Naunton Wayne
- 1947-1948 : The Blind Goddess, de Patrick Hastings, con Honor Blackman
- 1949-1950 : Taking Things Quietly, de Ronald Wilkinson
- 1949-1950 : Reluctant Heroes, de Colin Morris

## Selección de su filmografía

### Cine
- 1929 : Barnum Was Right, de Del Lord
- 1929 : Woman to Woman, de Victor Saville
- 1930 : Seven Days Leave, de Richard Wallace
- 1933 : Leave it to Smith, de Tom Walls
- 1935 : Foreign Affaires, de Tom Walls
- 1936 : Broken Blossoms, de John Brahm
- 1936 : Dishonour Bright, de Tom Walls
- 1937 : Young and Innocent, de Alfred Hitchcock
- 1937 : Jump for Glory, de Raoul Walsh
- 1938 : Convict 99, de Marcel Varnel
- 1938 : The Lady Vanishes, de Alfred Hitchcock
- 1938 : Climbing High, de Carol Reed
- 1939 : Secret Journey, de John Baxter
- 1939 : Jamaica Inn, de Alfred Hitchcock
- 1940 : Just William, de Graham Cutts
- 1940 : The Flying Squad, de Herbert Brenon
- 1940 : Girl in the News, de Carol Reed
- 1940 : The Girl Who Forgot, de Adrian Brunel
- 1940 : She Couldn't Say No, de Graham Cutts
- 1940 : Night Train to Munich, de Carol Reed
- 1940 : Room for Two, de Maurice Elvey
- 1941 : Crook's Tour, de John Baxter
- 1943 : Millions like Us, de Sidney Gilliat y Frank Launder
- 1945 : Dead of Night, segmento Golfing Story, de Charles Crichton
- 1945 : The Way to the Stars, de Anthony Asquith
- 1946 : The Captive Heart, de Basil Dearden
- 1948 : The Winslow Boy, de Anthony Asquith
- 1949 : Whisky Galore!, de Alexander Mackendrick
- 1949 : Passport to Pimlico, de Henry Cornelius
- 1949 : Helter Skelter, de Ralph Thomas
- 1950 : Chance of a Lifetime, de Bernard Miles

### Televisión
- 1939 : The Royal Family of Broadway (telefilm)
- 1939 : Shall we join the Ladies ? (telefilm)